# Brane Golubović
Brane Golubović, slovenski politik; * 10. avgust 1969.
Bil je poslanec v Državnem zboru Republike Slovenije in vodja poslanske skupine Liste Marjana Šarca. Bil je nadomestni poslanec stranke Pozitivna Slovenija, ko je Alenka Bratušek postala predsednica vlade.

## Zgodnje življenje
Po opravljeni Srednji ekonomski in naravoslovni šoli Rudolfa Maistra (ekonomska usmeritev) se je vpisal na visokošolski strokovni študijski program Javna uprava na Fakulteti za upravo Univerze v Ljubljani, kjer je diplomiral leta 2004. Na tej fakulteti je leta 2011 še magistriral. Med letoma 1996 in 1998 je bil zaposlen na Upravni enoti Ljubljana, izpostava Moste-Polje.

## Politika
Leta 1998 je postal vodja članske pisarne stranke Liberalna demokracija Slovenije, kjer je bil zadolžen za mladinsko politiko. Tam je ostal do leta 2001, ko je postal namestnik direktorja Urada Republike Slovenije za mladino. Med letoma 2005 in 2007 je bil zaposlen v državnem zboru, med letoma 2007 in 2010 pa opravljal funkcijo podžupana Občine Kamnik. Leta 2010 se je odločil za kandidaturo za mesto kamniškega župana. S 53,49 % ga je takrat premagal Marjan Šarec. Leta 2011 se je za eno leto kot strokovni sodelavec zaposlil na notranjem ministrstvu, nato pa leta 2012 ponovno v državnem zboru.
Leta 2011 je na listi Pozitivne Slovenije neuspešno kandidiral za poslanca v državnem zboru. Po imenovanju Alenke Bratušek na mesto predsednice vlade je Golubović leta 2013, do konca mandata, zasedel njeno poslansko mesto. Po koncu mandata se je zaposlil v podjetju Jazon d.o.o., leta 2017 pa v kabinetu kamniškega župana Marjana Šarca. 
Leta 2018 je na listi Liste Marjana Šarca kandidiral za poslanca v državnem zboru. Osvojil je mandat in postal vodja poslanske skupine LMŠ. Sodeloval je v naslednjih delovnih odborih:
- Kolegija predsednika Državnega zbora RS (član)
- Komisije za nadzor javnih financ (član)
- Komisije za narodni skupnosti (član)
- Mandatno-volilne komisija (član)

Na listi LMŠ je za poslanca kandidiral tudi leta 2022, a je stranka izpadla iz parlamenta.